# Ascenseur du Hammetschwand
L'ascenseur du Hammetschwand, en allemand Hammetschwand-Lift, est un ascenseur situé entre les cantons de Lucerne et de Nidwald (Suisse), sur le flanc Nord du Bürgenstock, un sommet des Alpes uranaises dominant le lac des Quatre-Cantons. Il tire son nom du Hammetschwand, le point de vue du Bürgenstock qu'il permet d'atteindre.

## Caractéristiques

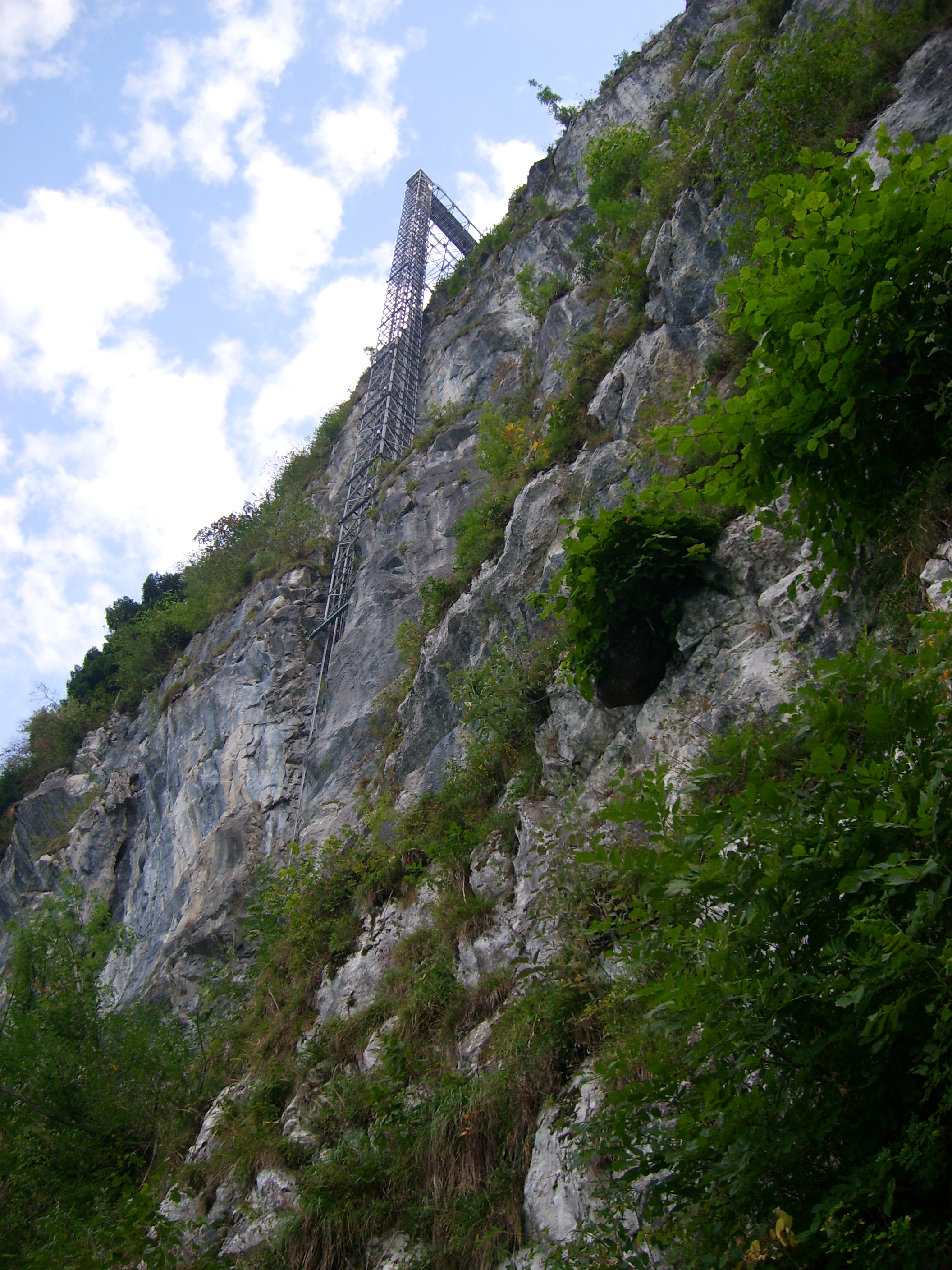
Vue en contre-plongée de l'ascenseur du Hammetschwand depuis le sentier à ses pieds.

L'ascenseur est partiellement situé en extérieur et permet de gravir la falaise sommitale de la montagne. Il relie le pied de cette falaise depuis une petite partie en souterrain jusqu'à une plateforme extérieure en balcon située au sommet. Le dénivelé total est de 157 mètres dont 118 mètres en extérieur. Dans sa partie aérienne, la cabine de l'ascenseur évolue dans une structure métallique en treillis de deux mètres de côtés. La durée du trajet dure moins d'une minute.
Avec une arrivée située à 1 132 mètres d'altitude, il est l'ascenseur extérieur le plus haut d'Europe.

## Histoire
L'ascenseur est construit de 1903 à 1906 pour un total de 500 000 francs. Il est inscrit comme bien culturel suisse d'importance nationale à la fois dans les cantons de Lucerne et Nidwald.

## Tourisme
L'ascenseur est prisé par les visiteurs qui se rendent au Hammetschwand depuis le débarcadère situé aux pieds de la falaise et relié à différentes villes portuaires du lac des Quatre-Cantons dont Lucerne. De là, un funiculaire mène aux installations touristiques de Bürgenstock situées en contrebas du sommet, à l'ouest. Le reste du trajet se fait à pied suivant différents sentiers, soit aux pieds, soit au sommet de la falaise ; seuls ces sentiers permettent de gagner l'ascenseur.